# Saint-Pierre-la-Bruyère
Saint-Pierre-la-Bruyère és un municipi francès situat al departament de l'Orne i a la regió de Normandia. L'any 2007 tenia 421 habitants.

## Demografia

### Població
El 2007 la població de fet de Saint-Pierre-la-Bruyère era de 421 persones. Hi havia 174 famílies de les quals 28 eren unipersonals (16 homes vivint sols i 12 dones vivint soles), 73 parelles sense fills i 73 parelles amb fills.
La població ha evolucionat segons el següent gràfic:
Habitants censats

### Habitatges
El 2007 hi havia 198 habitatges, 171 eren l'habitatge principal de la família, 18 eren segones residències i 9 estaven desocupats. 194 eren cases i 3 eren apartaments. Dels 171 habitatges principals, 145 estaven ocupats pels seus propietaris, 25 estaven llogats i ocupats pels llogaters i 1 estava cedit a títol gratuït; 2 tenien una cambra, 6 en tenien dues, 28 en tenien tres, 51 en tenien quatre i 84 en tenien cinc o més. 134 habitatges disposaven pel capbaix d'una plaça de pàrquing. A 65 habitatges hi havia un automòbil i a 99 n'hi havia dos o més.

### Piràmide de població
La piràmide de població per edats i sexe el 2009 era:
| Homes | Edats   | Dones |
| ----- | ------- | ----- |
| 0     | 95 o +  | 4     |
| 0     | 90 a 94 | 0     |
| 0     | 85 a 89 | 0     |
| 4     | 80 a 84 | 0     |
| 0     | 75 a 79 | 4     |
| 12    | 70 a 74 | 12    |
| 12    | 65 a 69 | 4     |
| 12    | 60 a 64 | 8     |
| 0     | 55 a 59 | 4     |
| 20    | 50 a 54 | 12    |
| 12    | 45 a 49 | 16    |
| 16    | 40 a 44 | 12    |
| 24    | 35 a 39 | 24    |
| 4     | 30 a 34 | 20    |
| 32    | 25 a 29 | 24    |
| 20    | 20 a 24 | 8     |
| 12    | 15 a 19 | 12    |
| 16    | 10 a 14 | 4     |
| 24    | 5 a 9   | 16    |
| 32    | 0 a 4   | 20    |

## Economia
El 2007 la població en edat de treballar era de 297 persones, 227 eren actives i 70 eren inactives. De les 227 persones actives 212 estaven ocupades (115 homes i 97 dones) i 15 estaven aturades (10 homes i 5 dones). De les 70 persones inactives 46 estaven jubilades, 12 estaven estudiant i 12 estaven classificades com a «altres inactius».

### Ingressos
El 2009 a Saint-Pierre-la-Bruyère hi havia 168 unitats fiscals que integraven 430,5 persones, la mediana anual d'ingressos fiscals per persona era de 19.136 €.

### Activitats econòmiques
Dels 13 establiments que hi havia el 2007, 1 era d'una empresa de fabricació d'altres productes industrials, 5 d'empreses de construcció, 5 d'empreses de comerç i reparació d'automòbils i 2 d'empreses de serveis.
Dels 4 establiments de servei als particulars que hi havia el 2009, 1 era un guixaire pintor, 1 fusteria, 1 lampisteria i 1 electricista.
L'únic establiment comercial que hi havia el 2009 era una fleca.
L'any 2000 a Saint-Pierre-la-Bruyère hi havia 4 explotacions agrícoles.

## Poblacions més properes
El següent diagrama mostra les poblacions més properes.